# SGR J0501+4516
SGR J0501+4516 est un sursauteur gamma mou situé dans la Voie lactée, dans la constellation du Cocher. Il s'agit seulement du quatrième objet de ce type détecté dans notre Galaxie, et le cinquième connu. Il a été découvert le 22 août 2008 à l'aide du satellite artificiel SWIFT.

## Découverte
D'abord catalogué comme un sursaut gamma du fait qu'il a été détecté sous la forme d'une bouffée de rayons gamma par l'instrument Burst Alert Telescope (BAT) du satellite SWIFT, la nature de SGR J0501+4516 a rapidement été révélé par l'émission d'une seconde bouffée de rayons gamma, excluant l'hypothèse d'un sursaut gamma cosmologique au profit d'un sursauteur. Ainsi sa référence très temporaire de GRB 080822 (indiquant la date du sursaut) fut-elle transformée en sa dénomination de sursauteur gamma SGR J0501+4516 (indiquant ses coordonnées en ascension droite et déclinaison.

## Caractéristiques physiques
SGR J0501+4516 est situé non loin du plan galactique, dans la direction de l'anticentre galactique.

### Rotation et ralentissement
Les sursauteurs gamma mous sont selon toute vraisemblance des pulsars dotés d'un champ magnétique très élevé, responsable d'un ralentissement très important de leur période de rotation. SGR J0501+4516 ne déroge pas à cette règle, étant doté d'une période de rotation de 5,762067(2) secondes et d'un ralentissement de (1,5±0,5)×10-11 s·s-1. Ces valeurs lui confèrent un âge caractéristique de l'ordre de 12 000 ans (en prenant la valeur centrale du ralentissement), et un champ magnétique de surface de 3×1010 teslas.

### Recherche d'un rémanent associé
La très forte luminosité de ralentissement et le fort champ magnétique associé aux sursauteurs gamma mous suggère fortement un âge récent pour ce type d'objet, dont on s'attend par ailleurs qu'ils soient produits lors d'une explosion de supernova. Le faible âge de ces objets est a priori largement inférieur à la durée de vie du rémanent de la supernova associée. La région de l'anticentre galactique est relativement pauvre en rémanent, mais l'un d'eux, SNR G160.9+2.6 (ou HB9), est situé à proximité du sursauteur (80 minutes d'arc) et a de ce fait été proposé comme le possible hôte du sursauteur à sa naissance, cette hypothèse étant corroborée par l'âge plutôt jeune du rémanent (estimé en 1995 comme compris entre 8 000 et 20 000 ans, compatible avec l'âge caractéristique mesuré), et au sein duquel aucun pulsar n'avait été trouvé